# Frankie Poullain
Frankie Poullain, pseudonimo di Francis Gilles Poullain-Patterson (Edimburgo, 15 aprile 1967), è un bassista britannico, famoso per la sua militanza nei The Darkness.
Poullain era l'unico della band non originario di Lowestoft. Prima di unirsi ai Darkness, ha lavorato come guida turistica nelle montagne del Venezuela.
Poullain ha lasciato i Darkness il 23 maggio 2005, ufficialmente per "differenze musicali". Frankie invece non ha raccontato la stessa versione dei fatti, causato da un "raffreddamento" dei rapporti con gli altri membri della band. È stato sostituito da Richie Edwards, ex tecnico per le chitarre per la band.
Dal 2011 con la reunion ufficiale del gruppo è tornato ad essere il bassista ufficiale della band.